# Johann Jakob Schäppi
Johann Jakob Schäppi (* 11. Dezember 1819 in Horgen; † 5. April 1908 in Zürich) war ein Schweizer Politiker und Lehrer. Von 1885 bis 1899 gehörte er dem Nationalrat an.

## Biografie
Johann Jakob Schäppi wurde als Sohn des Zimmermanns Johann Schäppi im Tannenbach Gemeinde Horgen geboren. Er besuchte die Schule in Horgen und erlernte das Zimmermannshandwerk. Am «Privatinstitut Rudolf Stapfer» in Horgen liess er sich weiter ausbilden, bevor er von 1838 bis 1839 das Lehrerseminar Küsnacht besuchte. Er versah mehrere Lehrerstellen, ab 1839 in Ennenda und später in Altstetten. Er studierte in Tübingen und Zürich und amtete als Sekundarlehrer von 1845 bis 1848 in Schlieren und 1848 bis 1868 in Horgen. Johann Jakob Schäppi heiratete 1854 Elisabetha Hirzel.
Von 1868 bis 1878 amtete Schäppi als Bezirksstatthalter in Horgen und war von 1856 bis 1868 Erziehungsrat. Er sass 1866–69 im Grossrat und war von 1869 bis 1878 und nochmals von 1888 bis 1908 Kantonsrat des Kantons Zürich für die Demokraten. Ebenso vertrat er den Stand Zürich in zwei Perioden 1871–72 und nochmals von 1885 bis 1899 im Nationalrat.
Johann Jakob Schäppi übersiedelte 1887 nach Oberstrass und war 1887 Mitgründer sowie von 1889 bis 1899 Präsident der Aufsichtskommission und von 1889 bis 1908 Lehrer an der Schweizer Fachschule für Damenschneiderei. Sein politisches Engagement betraf das Schulwesen und im Besonderen die berufliche Weiterbildung der Frauen. In dieser Richtung war er auch Verfasser von politischen Schriften. Seit 1867 war er ein führender Kopf der Demokraten im Kanton Zürich.